# Hajadonjog
A hajadonjog (vagy hajadoni jog, latinul Jus capillare) az 1848. év előtti magyar jogban a fiági javaknál a hajadon leányoknak (quae capillos adhuc velamine nudatos gestant) az a jogi kedvezménye, amelynél fogva atyjuk halála után annak örököseitől lakást, tartást és kiházasítást követelhettek.

## Esetei
A hajadonjog tekintetében három esetet kellett megkülönböztetni, ahhoz képest, amint az atya jószágai a fiúkra, vagy a testvérekre, vagy magszakadás folytán a fiskusra szállottak. A fiúk Werbőczy szavai szerint (I. R. 67. c. 2. §) a hajadonokat „kiházasításuk ideje előtt éppen azon joggal és módon, miként az elhalálozott atya, midőn életben vala, eleséggel és ruházattal, s az életre minden megkívántatókkal, a jószágok erőjéhez képest növelni, ellátni, tartani és majdan tisztességesen férjhez adni tartoztak”. Werbőczy szerint ugyanez áll akkor is, ha a jószág az atya testvéreire szállt. A Magyar Királyi Kúria azonban ebben az esetben férjhez menetelükig vagy halálukig a hajadon leányoknak ítélte oda az atyai javak birtokát. A fiskussal szemben szintén férjhez menetelükig vagy halálukig a leányok maradtak birtokban. A hajadonjog a leánynegyedből alakult ki.

## Megszűnése
Az országbírói értekezlet I. 3. §-a a fi- és leányági javak közötti különbséget és az annak kifolyását képező hajadonjogot az ősiség eltörléséről szóló 1848. XV. tc. szellemében eltörölte; a fenntartott hitbizományi intézménynél azonban érintetlenül hagyta. Hitbizományi javakban, a hitbizományok fennállása alatt, ezután is helye volt.